# Associazione Calcio Mantova 1932-1933
Questa pagina raccoglie i dati riguardanti l'Associazione Calcio Mantova nelle competizioni ufficiali della stagione 1932-1933.

## Stagione
Il campionato del Mantova iniziò con un girone d'andata caratterizzato da numerose sconfitte, culminate con lo 0-7 di Forlì, che costò le dimissioni dell'allenatore Ettore Gasparini e del presidente Lauro Giuliani. 
Col nuovo presidente Gino Rigatelli e l'allenatore Guglielmo Reggiani (succeduto alla breve parentesi dell'ufficiale militare Guglielmo Fancelli), il Mantova chiuse in bellezza il girone di ritorno, ottenendo il decimo posto e la permanenza in Prima Divisione.

## Rosa
| N. |                      | Ruolo | Calciatore        |
| -- | -------------------- | ----- | ----------------- |
|    | Italia (bandiera)    | P     | Ennio Vaini       |
|    | Italia (bandiera)    | D     | Antonio Micheli   |
|    | Italia (bandiera)    | D     | Arcangelo Rubini  |
|    | Italia (bandiera)    | C     | Guido Bonazzi     |
|    | Italia (bandiera)    | D     | Walter Vergani    |
|    | Italia (bandiera)    | D     | Pietro Negri      |
|    | Italia (bandiera)    | C     | Riccardo Orlandi  |
|    | Italia (bandiera)    | C     | Napoleone Moretti |
|    | Argentina (bandiera) | A     | Riziero Vallari   |
|    | Italia (bandiera)    | C     | Enrico Lazzarini  |
|    | Italia (bandiera)    | A     | Bruno Barbieri    |

| N. |                   | Ruolo | Calciatore          |
| -- | ----------------- | ----- | ------------------- |
|    | Italia (bandiera) | P     | Giorgio Gionco      |
|    | Italia (bandiera) | D     | Mortini             |
|    | Italia (bandiera) | D     | Achille Querci      |
|    | Italia (bandiera) | D     | Emilio Mantovani    |
|    | Italia (bandiera) | D     | Pietro Menegazzi    |
|    | Italia (bandiera) | D     | Sansoni             |
|    | Italia (bandiera) | C     | Luigi Fava          |
|    | Italia (bandiera) | A     | Dara                |
|    | Italia (bandiera) | A     | Ermanno Frattini    |
|    | Italia (bandiera) | A     | Carlo Barbieri      |
|    | Italia (bandiera) | A     | Giorgio Agostinelli |

## Risultati

### Prima Divisione

#### Girone d'andata
| Arbitro: | Pasinato (Venezia) |

|          |           |                               |
| Dara 31’ | Marcatori | 16’ Ponticelli 79’ Maccarelli |

| Arbitro: | Carminati (Milano) |

|                                                    |           |                                       |
| Violi 3’ Micheli 47’ (aut.) Magini 68’ Campari 70’ | Marcatori | 60’, 83’ Dara 80’ Giorgio Agostinelli |

| Arbitro: | Sansoni (Venezia) |

|             |           |               |
| Vallari 33’ | Marcatori | 64’ Baccarini |

| Arbitro: | Ghetti (Modena) |

|                                        |           |                                |
| Zanasi 12’, 43’, 83’ Rossetti 26’, 37’ | Marcatori | 17’, 68’ Vallari 78’ Lazzarini |

| Mantova 6 novembre 1932 5ª giornata                                                       | Mantova   | 4 – 1       | Molinella | Stadio Benito Mussolini |
| \| \| \| \| \| Negri 9’ (rig.) Dara 18’, 80’ Lazzarini 64’ \| Marcatori \| 88’ Venturi \| |           |             |           |                         |
|                                                                                           |           |             |           |                         |
| Negri 9’ (rig.) Dara 18’, 80’ Lazzarini 64’                                               | Marcatori | 88’ Venturi |           |                         |

| Mantova 13 novembre 1932 6ª giornata | Mantova | 0 – 0 | Bologna B | Stadio Benito Mussolini |

| Forlì 20 novembre 1932 7ª giornata                                                                                 | Forlì     | 7 – 0 | Mantova | Stadio Tullo Morgagni |
| \| \| \| \| \| Cogolli 5’, 40’, 57’ Mantovani 8’ (aut.) Fabbri 77’ Dara 80’ (aut.) Macrelli 85’ \| Marcatori \| \| |           |       |         |                       |
| |           |       |         |                       |
| Cogolli 5’, 40’, 57’ Mantovani 8’ (aut.) Fabbri 77’ Dara 80’ (aut.) Macrelli 85’                                   | Marcatori |       |         |                       |

| Arbitro: | Saracini (Ancona) |

|                              |           |             |
| Cortesi II 36’ Ballerini 49’ | Marcatori | 72’ Orlandi |

| Arbitro: | Zelioli (Cremona) |

|             |           |                                      |
| Orlandi 73’ | Marcatori | 6’, 15’, 85’ Conte 28’, 61’ Barbieri |

| Portomaggiore 18 dicembre 1932 10ª giornata | Portuense | 5 – 1 | Mantova | Stadio Savino Bellini |
| \| \| \| \| \| \| Marcatori \| [2] \|       |           |       |         |                       |
|                                             |           |       |         |                       |
|                                             | Marcatori | [ 2 ] |         |                       |

| Fiorenzuola 8 gennaio 1933 11ª giornata | Fiorenzuola | – N.d. | Mantova | Stadio Aldo Milano |

| Mantova 15 gennaio 1933 12ª giornata         | Mantova   | 0 – 1      | Russi | Stadio Benito Mussolini |
| \| \| \| \| \| \| Marcatori \| 66’ Savini \| |           |            |       |                         |
|                                              |           |            |       |                         |
|                                              | Marcatori | 66’ Savini |       |                         |

| Mantova 15 gennaio 1933 13ª giornata                                                     | Mantova   | 5 – 0 | FRAGD Castelmassa | Stadio Benito Mussolini |
| \| \| \| \| \| Moretti 5’ Lazzarini 28’ Orlandi 68’ Barbieri 76’, 78’ \| Marcatori \| \| |           |       |                   |                         |
|                                                                                          |           |       |                   |                         |
| Moretti 5’ Lazzarini 28’ Orlandi 68’ Barbieri 76’, 78’                                   | Marcatori |       |                   |                         |

#### Girone di ritorno
| Arbitro: | Cardinali (Milano) |

|                            |           |  |
| Mazzoni 75’ Pellegrini 85’ | Marcatori |  |

| Arbitro: | Zelioli (Cremona) |

|             |           |           |
| Moretti 26’ | Marcatori | 38’ Violi |

| Arbitro: | Nocentini (Prato) |

|                            |           |                 |
| Baccarini 1’ 16’ Galli 21’ | Marcatori | 36’ 70’ Vallari |

| Arbitro: | Morellato (Vicenza) |

|                          |           |            |
| Fava 6’ Moretti 34’, 67’ | Marcatori | 60’ Cellai |

| Molinella 5 marzo 1933 18ª giornata                                                               | Molinella | 3 – 5                                   | Mantova | Stadio Augusto Magli |
| \| \| \| \| \| Bertocchi 15’, 65’, 70’ \| Marcatori \| 49’, 60’ Moretti 52’, 63’, 83’ Barbieri \| |           |                                         |         |                      |
|                                                                                                   |           |                                         |         |                      |
| Bertocchi 15’, 65’, 70’                                                                           | Marcatori | 49’, 60’ Moretti 52’, 63’, 83’ Barbieri |         |                      |

| Bologna 12 marzo 1933 19ª giornata              | Bologna B | 0 – 1         | Mantova | Stadio del Littoriale |
| \| \| \| \| \| \| Marcatori \| 69’ Mantovani \| |           |               |         |                       |
|                                                 |           |               |         |                       |
|                                                 | Marcatori | 69’ Mantovani |         |                       |

| Mantova 19 marzo 1933 20ª giornata         | Mantova   | 1 – 0 | Forlì | Stadio Benito Mussolini |
| \| \| \| \| \| Fava 42’ \| Marcatori \| \| |           |       |       |                         |
|                                            |           |       |       |                         |
| Fava 42’                                   | Marcatori |       |       |                         |

| Arbitro: | Calligari (Cesena) |

|          |           |                               |
| Fava 63’ | Marcatori | 10’ Bencivelli 66’ Bilancioni |

| Arbitro: | Dorigo (Vicenza) |

|                                                                       |           |          |
| Bertacchini III 16’, 44’ Tumiati I 26’, 48’ Colaussi 43’ Barbieri 85’ | Marcatori | 77’ Fava |

| Verona 16 aprile 1933 23ª giornata                                                         | Mantova   | 3 – 1                | Portuense | Vecchio Bentegodi |
| \| \| \| \| \| Vallari 55’ Moretti 68’ Orlandi 84’ \| Marcatori \| 85’ (aut.) Mantovani \| |           |                      |           |                   |
|                                                                                            |           |                      |           |                   |
| Vallari 55’ Moretti 68’ Orlandi 84’                                                        | Marcatori | 85’ (aut.) Mantovani |           |                   |

| Mantova 23 aprile 1933 24ª giornata | Mantova | – n.d. | Fiorenzuola | Stadio Benito Mussolini |

| Russi 30 aprile 1933 25ª giornata                          | Russi     | 0 – 2                    | Mantova | Stadio Bruno Bucci |
| \| \| \| \| \| \| Marcatori \| 68’ Vallari 78’ Barbieri \| |           |                          |         |                    |
|                                                            |           |                          |         |                    |
|                                                            | Marcatori | 68’ Vallari 78’ Barbieri |         |                    |

| Castelmassa 14 maggio 1933 26ª giornata | FRAGD Castelmassa | 1 – 0 | Mantova | Campo Sportivo |

## Statistiche

### Statistiche di squadra
| Competizione    | Punti | In casa | In casa | In casa | In casa | In casa | In casa | In trasferta | In trasferta | In trasferta | In trasferta | In trasferta | In trasferta | Totale | Totale | Totale | Totale | Totale | Totale | DR  |
| Competizione    | Punti | G       | V       | N       | P       | Gf      | Gs      | G            | V            | N            | P            | Gf           | Gs           | G      | V      | N      | P      | Gf     | Gs     | DR  |
| --------------- | ----- | ------- | ------- | ------- | ------- | ------- | ------- | ------------ | ------------ | ------------ | ------------ | ------------ | ------------ | ------ | ------ | ------ | ------ | ------ | ------ | --- |
| Prima Divisione | 19    | 12      | 5       | 3       | 4       | 21      | 15      | 12           | 3            | 0            | 9            | 19           | 38           | 24     | 8      | 3      | 13     | 40     | 53     | -13 |